# Karnak (cómic)
Karnak es un personaje ficticio que aparece en los cómics publicados por Marvel Comics. Fue creado por Stan Lee y Jack Kirby y debutó en Fantastic Four (volumen 1) # 45 (1965) junto con otros miembros de la Familia Real Inhumana.
El personaje Karnak Mander-Azur nunca estuvo expuesto a la Niebla Terrigena, por lo que nunca desarrolló poderes adicionales como otros Inhumanos, pero es un artista marcial que puede encontrar la debilidad en cualquier cosa y luego usa su entrenamiento y fuerza para explotarlo. Aunque el coleccionista de Jack Kirby lo describió como "un experto en karate filosófico con personalidad nominal" en 2004, escritores posteriores han utilizado su habilidad para resolver rompecabezas y planeamiento estratégico en las historias de los Inhumanos, lo que lo llevó a recibir su primera serie en solitario en 2015.
Karnak hizo su debut en vivo en el Marvel Cinematic Universe con la serie de televisión de 2017 Inhumans, interpretado por Ken Leung.

## Historia de la publicación
Apareció por primera vez en Fantastic Four #45 (1965) y fue creado por Stan Lee y Jack Kirby, como parte de su carrera en el título que ayudó a sentar las bases del Universo Marvel.
Como miembro principal de los Inhumanos, ha aparecido en la propia serie del grupo a lo largo de los años, incluida la serie limitada de doce números de 1998 Inhumans de Paul Jenkins y Jae Lee, la miniserie de Silent War de David Hine y Frazer Irving en 2007, e Invasión Secreta: Inhumanos en el año siguiente.
Karnak es el narrador de Inhumanity # 1 (febrero de 2014) porque sus habilidades le dieron al escritor Matt Fraction una forma de enmarcar la historia:

Necesitaba a alguien que pudiera armar rompecabezas. Él ve las fallas en las cosas. Necesitaba el resto del elenco para armar lo que demonios estaban haciendo Black Bolt y Maximus. Es una manera para que todos puedan descifrarlo con Karnak mientras lo está armando. Es una forma en que podemos entrar en la historia que es informativa pero al revés.

Aunque se suicida al final de ese tema, aparece en el cliffhanger de Inhumano #13 (mayo de 2015) diciendo que había encontrado una debilidad en la vida después de la muerte. Esto permitió al escritor Charles Soule recuperar el personaje, y explicó la importancia de Karnak:

Karnak es un personaje tan singular, raro (de buena manera). Su poder es la capacidad de ver puntos de debilidad y estrés en cualquier cosa que lo rodea, que luego explota físicamente a través de sus increíbles habilidades de lucha de kung fu, o mental / estratégicamente en su papel de principales jefes consejeros de la Reina Medusa. Tiende a tener una perspectiva fascinante de los eventos, y agregar su voz a la mezcla del elenco "Inhumano" abrirá nuevas y excelentes posibilidades.

Karnak obtendrá su primera serie homónima como parte de la línea All-New, All-Different Marvel que surge de la historia de "Secret Wars" del 2015 y el primer número de su serie incluirá una versión de la versión de Rommbu, de Tales to Astonish. # 19 dibujado por Eric Powell. Karnak es parte de un impulso más amplio que los Inhumanos están transmitiendo a través de la producción de medios de Marvel: en la televisión (en Agents of S.H.I.E.L.D.), en la película (con los próximos Inhumanos) y en la impresión (con el relanzamiento de AN, A-DM incluyendo el equipo de libros de All-New Inhumans y Uncanny Inhumans, junto con los otros títulos solistas, Ms. Marvel (vol. 4) y Moon Girl y Devil Dinosaur). El editor en jefe, Axel Alonso, dijo que la serie específica se produjo porque "Nick Lowe buscaba construir la línea de los Inhumanos con un solo libro o dos y sugirió a Karnak como un personaje a destacar. No era necesario Ser vendido en Karnak, que es de lejos mi favorito Inhumano". Eligieron a Warren Ellis para que escribiera el título debido a sus anteriores trabajos en Marvel reelaborando a sus personajes. Ellis, a quien acompaña Gerardo Zaffino. En deberes de arte, describió lo que lo atrajo al personaje:

Él no es un Inhumano. Nunca tomó la mutagénica Niebla Terrigena como los otros Inhumanos. Es un filósofo demencialmente intenso que puede ver la falla en cualquier cosa (objetos, sistemas, ideas, personas) y puede hacerla para destruirla.

...

Sus padres se negaron a permitir que se convirtiera en un Inhumano, y en lugar de eso, estudió en la Torre de la Sabiduría hasta que sus poderes naturales de percepción se volvieron tan tremendamente fuertes que podía aniquilar cualquier cosa al tocarla. Él es el Inhumano que se hizo inhumano por pura fuerza de voluntad. Extiende el trabajo de la Torre de la Sabiduría enseñando y extendiendo la ayuda a las personas dañadas (como él lo ve) por las nieblas de Terrigen que causan la inhumanidad. Todo estaba bien allí. En esta nueva situación del Universo Marvel, donde Terrigen ha mutado a todo tipo de personas, hay un sinfín de lanzamientos de parcelas allí.

Con respecto a la inspiración detrás de la nueva forma de Karnak, Ellis afirma:

Todavía estoy escribiendo KARNAK, y, por lo tanto, estoy inmerso en el punto de vista de varias cepas del realismo especulativo, tendiendo hacia los nihilisticos encuadres de Peter Sjostedt-H y Eugene Thacker...

## Biografía del personaje ficticio
Karnak es un miembro de la raza de Inhumanos, tiene un cerebro enorme, es uno de los que forman la Familia Real de los inhumanos, nacido en Attilan. Es primo de Rayo Negro, rey de los inhumanos, Karnak tiene la capacidad de encontrar el punto débil de cualquier persona, plan, o un objeto. Así, se utiliza por lo general como planificador de los inhumanos. También se desempeña como sacerdote y filósofo de los inhumanos.
Él es el hermano de Tritón, que soportó terrigénesis antes que él. Sin embargo, la terrigénesis de Tritón era tan extrema que sus padres, Mander y Azul, rogaron que Karnak no pasase por el procedimiento. En su lugar, fue enviado a un monasterio, donde aprendió artes marciales.
Por lo general es atendido por sus familiares, Gorgon y Tritón. Ha participado en la mayoría de las aventuras de los inhumanos, como la Guerra Kree-Skrull, y los muchos movimientos de la ciudad de Attilan.
Karnak y el encuentro de la Familia Real Maximus de su creación, la Trikon, son expulsados de Gran Refugio de Attilan en el exilio.
Karnak apareció por primera vez como miembro de los Inhumanos cuando intentó recuperar su primo y la reina, Medusa del mundo exterior y llevarla de vuelta a Attilan. Esto lo llevó a un conflicto con el Los Cuatro Fantásticos, los primeros seres humanos que conoció, que estaban albergando Medusa después de rescatarla de Los 4 Terribles. En consecuencia, Karnak es indirectamente responsable de revelar la existencia de Attilan al mundo exterior. Karnak luchó contra Maximus junto a la Familia Real Inhumanos, y quedó atrapado en la barrera "zona negativa" Maximus en torno al Gran Refugio. Fue liberado de la barrera "zona negativa", junto con el resto de los Inhumanos, y salió de la Gran Refugio con la Familia Real para visitar el mundo exterior. Se asoció con la Mole, Antorcha Humana y Pantera negra en contra de Psycho-Man. Ayudó a la Familia Real Inhumanos en la derrota de Maximus siguiente intento de derrocar al Gran Refugio.
Más tarde asistió a Gorgon en la liberación de Maximus. Viajó a Estados Unidos para buscar a Rayo Negro. Gorgon luchó contra Magneto y sus secuaces mutantes.
Karnak luchó más tarde con Blastaar y los Kree Kaptroids. Viajó a la ciudad de Nueva York, donde él luchó agente Kree Shatterstar. Karnak fue encarcelado por Maximus. Ha ayudado en la derrota de Máximus y el Mal de Inhumanos. Karnak luego a la izquierda de la Tierra con la Familia Real de Inhumanos para evitar el sometimiento Kree de los Inhumanos, y lucharon varios extraterrestres. Él continuó luchando agentes Kree, y luego regresó a la Tierra. Karnak tarde acompañó al éxodo Inhumanos cuando Attilan se trasladó a la Zona Azul de la Luna de la Tierra.
Karnak más tarde luchó contra los Vengadores, mientras que está bajo el control de la mente de Maximus. Luego luchó contra el Alto Evolucionador de las fuerzas durante la Guerra Evolutiva. Acompañó a Medusa a la Tierra cuando ella huyó de Attilan para evitar un aborto obligatorio.
Más tarde fue enviado a la Tierra con Gorgon en un intento de encontrar al hijo perdido de Rayo Negro con Daredevil, él y sus compañeros lucharon contra Ultron- 13 en el que el poder de Karnak le permitió descubrir el punto débil en el cuello de Ultron. Más tarde se enredó en Mephisto del complot contra Daredevil, y fueron transportados a un submundo donde fueron atacados personalmente por la entidad sobrenatural conocida como Blackheart. La animosidad de Karnak hacia Gorgona se avivó en cólera, que causa la violencia física real. Blackheart pronto fue derrotado y el grupo siguió su camino.
Karnak más tarde ayudó a los Nuevos Guerreros contra el tercero Star-Thief. Junto a X-Factor. Luego luchó Apocalipsis. Junto a los Vengadores, que entonces luchaba Thane Ector. Karnak se une a un equipo de ataque Inhumano para ayudar a derrotar al confundido superpoderoso Sentry.
Durante la Invasión Secreta, Karnak se encuentra con un Skrull en forma de Toro. Karnak se involucra y se entera de que puede copiar sus poderes. Karnak logra derrotar a los Toros-Skrull, enviándola por la ventana en la que fue empalado en una valla.
Tras la destrucción de Attilan durante la historia del Infinito, Karnak va en un alboroto en Nueva York a principios de la historia de los Inhumanos. Él se detuvo y encarceló a los Vengadores. Después de advertir a Medusa para olvidar lo que sabe con el fin de prepararse para un cataclismo que viene, Karnak se suicida saltando de una de las ventanas en la Torre Stark. Pasan los meses y las Nieblas de Terrigen que se extendieron por todo el mundo durante la Inhumanidad han revelado a híbridos inhumanos que viven entre los humanos, apodados NuHumans. Medusa revela su existencia al público en general, y los NuHumans se integran a la sociedad de Nueva Attilan. Un NuHuman llamado Lineage se une al consejo de Medusa, ocupando el lugar de Karnak. El poder del linaje es tener el conocimiento de todos sus antepasados. Lineage planea utilizar el genoma inhumano para destruir a la humanidad y gobernar a los Inhumanos. Mientras tanto, Karnak ha terminado en una extraña vida futura que él cree que es el infierno. Él y un aliado que conoce aquí planean escapar de este lugar, y encuentran una puerta con éxito mientras mantienen alejadas criaturas extrañas. Karnak usa su habilidad para ver la debilidad en las cosas para abrir la puerta, y se encuentra a sí mismo estallando fuera del cofre de Lineage en el mundo real, matando a Lineage en el proceso. Se da cuenta de que lo que pensó que era el Infierno estaba dentro de Lineage, ya que Karnak es uno de sus antepasados. Karnak le dice a Medusa que él sabe que ella ha sido una reina excepcional en su ausencia y se reúne con su consejo.
Durante la historia de Civil War II, Karnak estaba en Nueva Attilan cuando Iron Man se infiltró para reclamar a Ulysses. Junto a Medusa y Crystal, Karnak fue derrotado por Iron Man y se escapó con Ulysses. Karnak se unió a Medusa, Crystal y los Inhumanos con ellos para un viaje a la Torre Stark. Casi lo nivela con sus poderes hasta que llegaron los Vengadores, los Ultimates y S.H.I.E.L.D. Karnak estuvo presente cuando Ulysses proyectó su última visión que involucraba a un Hulk furioso que estaba parado sobre los cadáveres de los superhéroes.
Durante la historia de Inhumans vs. X-Men, Karnak es atacado por Jean Grey, desplazada en el tiempo, quien lo atrapa telepáticamente.
Durante la historia del Imperio Secreto, Karnak se une a los Secret Warriors de Daisy Johnson. Mientras conducen hacia el Oeste, los Guerreros se encuentran con los Comandos Aulladores después de caer en una trampa. Después de escapar, el equipo es encontrado por los X-Men.

## Poderes y habilidades
Karnak ha mejorado la fuerza, resistencia, durabilidad, agilidad y reflejos, como resultado de su fisiología Inhumanos genéticamente superiores. A diferencia de la mayoría de los Inhumanos, que no tiene poderes sobrehumanos, como resultado de la exposición al mutagénico Terrigen Mist, ya que nunca fue expuesto a la niebla. En cambio, Karnak tiene la capacidad extrasensorial (logrado a través de la meditación y el entrenamiento intensivo) de percibir los puntos de tensión, planos de fractura, o debilidades en los objetos o personas. Él tiene control voluntario completa de la mayoría de sus funciones corporales autonómicas. Todas las superficies llamativas de su cuerpo son extremadamente endurecieron. Él es capaz de romper sustancias hasta e incluyendo acero suave y renderizado oponentes sobrehumanos inconscientes al golpear a ellos.
Como todos los Inhumanos, el sistema inmunológico de Karnak es más débil que la de un humano medio.
Karnak ha recibido sus habilidades de combate, como resultado de la formación de la milicia real de Inhumanos. Él es también un graduado del seminario religioso, en la Torre de la Sabiduría en Attilan.
Él utiliza una plataforma de vuelo estacionario para el transporte diseñado por técnicos inhumanos.

## Otras versiones

### Línea Amalgam
En Amalgam Comics ', Triserinak'  una combinación de Serifan de DC y Marvel Triton y Karnak - es un miembro del grupo de superhéroes -People un de amalgama Comics de universo.

### Tierra X
En el futuro alternativo de Tierra X, Karnak ha sufrido una mutación aún más. Su cráneo se ha incrementado enormemente y sus características son ahora más hundido. Durante una misión de investigación a la Tierra, en su intento de actuar como una influencia calmante entre los miembros de la Familia Real. Ha cambiado su uniforme con el fin de exponer sus poderosas extremidades.
En la secuela de  Paradise X , que se muestra con exiliado de su propio pueblo, al ver el matrimonio de Medusa y el rey de Brittan como una traición a la memoria del Rayo Negro y la superioridad de los Inhumanos.

### Exilio
En cuestiones # 23 y # 25 de Exiliados, aparece Karnak como uno de los muchos héroes superados por una versión mutada de los tecno-orgánica Falange.

### Heroes Reborn
Karnak vive con los demás Inhumanos, escondidos en la Tierra. Su sociedad paga reverencia a Galactus y sus muchos heraldos a través de estatuas. Vestidos de Karnak en una versión más estilizada de su uniforme 616.

### Marvel Zombies
En la continuidad de Marvel Zombies, Karnak es visto como uno de los muchos zombis que intentan derrocar al Silver Surfer. Se vuelve de nuevo en una secuela de la historia, visitando las "plumas del clon" de un zombi Kingpin. Él es desmenuzada por una motosierra cuando se enfrente a Machine Man de la Tierra-616. Otra versión, desde la Tierra Z, se ve ayudando a comer el Warbound. En una serie de flashback, Karnak es uno de los muchos héroes que luchan en un último esfuerzo por evacuar a tantos humanos no infectados a una realidad alternativa.

### Mutant X
Karnak se une a sus compañeros de los Inhumanos y un equipo de Eternos para enfrentar el dúo asesino de Beyonder y Drácula. Inhumanos y Eternos, que todos están muertos y Drácula les drena.

### Ultimate Marvel
En Ultimate Marvel, la versión de Karnak fue introducido en Ultimate Fantastic Four Annual  # 1. Aquí, él es miembro de la familia real Inhumanos, primo de Crystal, Medusa y Gorgon, y, presumiblemente, un hermano de Tritón. Hay diferencias en el carácter: en primer lugar, sus características son asiáticos y de pelo blanco; en segundo lugar, que tiene superpoderes. Su poder es la capacidad de detectar y controlar la energía, por ejemplo, percibió los puntos de tensión en campo de fuerza invisible de Sue Storm, y lo atacó con un rayo de electricidad.

## Otros medios

### Televisión
- Karnak junto a los otros Inhumanos apareció en Los Cuatro Fantásticos episodio "Medusa y los Inhumanos", expresado por John Stephenson.[54]
- Karnak aparece en Los Cuatro Fantásticos, episodio de dos partes "Inhumans Saga", con la voz de Clyde Kusatsu.[55]En "The Sentry Sinister", cuando el Gran Refugio quedó atrapado por Maximus, Karnak intentó de manera desigual usar sus poderes para ayudarlos a escapar. Finalmente, Black Bolt destruyó la cúpula al destruir la ciudad.
- Karnak aparece en Hulk and the Agents of S.M.A.S.H. episodio 22 "Naturaleza Inhumana", expresado por Fred Tatasciore.[56]El aparece con la Familia Real Inhumana en un enfrentamiento contra los Agentes de S.M.A.S.H. Red Hulk lucha contra Karnak, quien lo mantuvo causando daño al punto débil del arma de Red partiéndolo por la mitad. Luego, en una tregua, descubre que Maximus construye en secreto un arma que acabará con toda la humanidad.
- Aparece también en Ultimate Spider-Man, nuevamente con la voz de Fred Tatasciore:[57]
  - En la tercera temporada, episodio 20, "Inhumanidad", es hipnotizado por Maximus, quién se apoderó de la ciudad de ellos para causar una guerra contra la humanidad, hasta ser liberado por Spider-Man.
  - En la cuarta temporada, episodio 12, "La Agente Web," Karnak estaba con la familia real de Inhumanos cuando confrontan a Spider-Man y Tritón fuera de la ciudad abandonada de Atarog, hasta pedir perdón, pero fue en llevarlos al Triskelion.
- Aparece en la primera temporada de Guardians of the Galaxy, con la voz de Oliver Vaquer:[58]
  - En el episodio 12, "La Plaga Terrígena", pero solo de cameo al final.
  - En el episodio 21, "El Toque Inhumano", Karnak y Gorgon ayudan al Milano de aterrizar y luego ayudan a repararlo. Karnak incluso se comprometió a encontrar el punto débil de Drax el Destructor. Karnak más tarde ayuda a los Guardianes de la Galaxia cuando Maximus hace un truco a su salida de prisión.
- Aparece en la tercera temporada de Avengers: Ultron Revolution, nuevamente con la voz de Oliver Vaquer:[59]
  - En el episodio 9, "Inhumanos entre Nosotros". Él aparece con Black Bolt, Medusa, Gorgon, y Lockjaw cuando una nave que transportaba Seeker a los Inhumanos y los Alpha primitivos, se estrella en las montañas cerca de Maple Falls. Durante la lucha de los Vengadores con los Inhumanos, Iron Man luchó contra Karnak que mantuvo causando daños a los puntos débiles de la armadura de Iron Man. Cuando Inferno surge de su capullo Terrigena, los Vengadores y los Inhumanos tuvieron que trabajar juntos para detener a Inferno.
  - En el episodio 10, "La Condición Inhumana", Karnak se encuentra entre los Inhumanos que son capturados por Ultron. Más tarde es liberado por los Vengadores.
  - En el episodio 26, "Civil War, Parte 4: La Revolución de los Vengadores", Karnak está siendo controlado por Ultron y junto a Gorgon e Inferno, para atacar a los Vengadores.
- Karnak aparece en la serie de acción en vivo Inhumans, de la ABC, a estrenarse en septiembre de 2017, interpretado por Ken Leung.[60] Después de que Maximus usurpa el trono, Karnak es teletransportado por Lockjaw a Hawái.[61] Se cae de un acantilado y golpea su cabeza, dejando de lado sus sentidos y haciendo que no pueda medir las cosas con precisión.[62] Karnak pronto se encuentra con algunos agricultores ilegales de cannabis que lo traen de mala gana.[62] Luego comienza a desarrollar una relación con Jen, una de los agricultores de cannabis.[63] Sin embargo, Karnak y Jen se ven obligados a huir cuando Reno comienza a asesinar a sus compañeros. Después de reunirse con su familia, Jen se va para llamar a la policía, con Karnak fue divertido por el hecho de que ella duró más que otras mujeres con las que ha estado: un día, seis horas y cuarenta y dos minutos.[64] Karnak y Gorgon se van para rescatar a los aliados de Black Bolt, Sammy y el Dr. Evan Declan. Mientras logran derrotar a Auran y su equipo, Mordis, un inhumano volátil, desata su energía, matándose a sí mismo y a Gorgon, dejando a Karnak devastado.[65] Él se decide a devolverlo a la vida y, durante un parlamento fallido, advierte que Auran se sintió incómoda. Con sus poderes restaurados a su máxima potencia, Karnak se une con Auran para usar su ADN para devolver a Gorgon a través de una segunda terrigenesis.[66] Más tarde descubre que la terrigénesis funcionó, pero había hecho que Gorgon se desenfocara. Karnak se las arregla para hablar con él y le promete ayudar de cualquier manera que pueda. Black Bolt y Medusa entienden lo que Karnak tenía que hacer y lo harán responsable si hace algo malo. Cuando se entera de que la falla de Maximus para destruir la cúpula no se puede detener, ayuda a evacuar la ciudad mientras él y su familia escapan por Lockjaw. Karnak fue visto por última vez con los inhumanos evacuados mientras Medusa da un discurso sobre cómo encontrar un nuevo hogar en la Tierra.[67]

### Videojuegos
- Karnak aparece en como personaje jugable no en el videojuego  Marvel: Ultimate Alliance, con la voz de Michael Gough.[68] Cuando los héroes están en el Castillo de Doom, informa a Nick Fury que el Nulificador Supremo es en algún lugar de Destino Médico del laboratorio. Él tiene un diálogo especial con cada miembro de Los Cuatro Fantásticos.
- Karnak es un personaje jugable en el juego de Marvel: Contest of Champions.
- Karnak aparece como un personaje jugable en el videojuego móvil Marvel Future Fight.[69]

### Juguetes
- Karnak aparece como una de las 12 figuras Heroclix únicas incluidas en el juego Marvel Supernova. Su número de colectores es el # 088. Él está debidamente equipado con muchos clics de explotar la debilidad y tiene poderosos números de ataque y daño.[70]